# Andrzej Jaworek
Andrzej Kazimierz Jaworek – polski lekarz, doktor habilitowany nauk medycznych i nauk o zdrowiu, pracownik naukowy na Wydziale Lekarskim Collegium Medicum Uniwersytetu Jagiellońskiego, specjalista od dermatologii wenerologii i alergologii.

## Kariera naukowa
W 2001 roku na Uniwersytecie Jagiellońskim uzyskał tytuł lekarza, a w 2007 roku stopień doktora nauk medycznych – na podstawie rozprawy pt. Udział cytokin angiogennych w etiopatogenezie trądziku różowatego, której promotorem była Anna Wojas-Pelc. W 2021 roku Uniwersytet Medyczny im. Piastów Śląskich we Wrocławiu nadał mu stopień doktora habilitowanego nauk medycznych i nauk o zdrowiu w dyscyplinie medycyna, na podstawie pracy pt. Aspekty kliniczne i patogenetyczne atopowego zapalenia skóry u chorych dorosłych.
Od 2004 roku zatrudniony jest w Uniwersytecie Jagiellońskim w Krakowie.